# Franz Lehár
Franz Lehár (30 tháng 4 năm 1870 – 24 tháng 10 năm 1948) là nhà soạn nhạc người Áo gốc Hungary. Ông là một trong những nhà soạn nhạc sống trong sự chuyển giao giữa âm nhạc Lãng mạn và Hiện đại. Ông được biết đến với những vở operetta, trong đó thành công nhất và nổi tiếng nhất là Bà quả phụ vui tính (The Merry Widow).
Ông là một trong những người có công đưa thể loại operetta, một thể loại gần giống với opera nhưng có quy mô nhỏ hơn (chỉ có một màn, hiếm khi 2, 3 màn), được khai sinh bởi Jacques Offenbach, phát triển lên tầm cao mới. Ông tiếp tục duy trì những chuẩn mực vốn có của thể loại này, từ đó thể hiện ước mơ sáng tác cho các nhà hát opera. Giacomo Puccini là người nổi bật chịu ảnh hưởng của Léhar trong thể loại này.